# Choice37
Pour les articles homonymes, voir Choice.
Choice37 est un producteur, auteur-compositeur, DJ et MC coréano-américain. Il est devenu producteur pour YG Entertainment en 2009. Il a travaillé avec certains artistes notables de l'agence, dont Bigbang, G-Dragon, Taeyang, T.O.P, 2NE1, Epik High, Lee Hi, WINNER, iKON, BLACKPINK et plus récemment BABYMONSTER. Il a été DJ à l'UMF, au WDF et au Deadend (Corée), ainsi qu'à d'autres événements en lien avec YG Entertainment.

## Contexte
Choice37 est né et a grandi en Californie du Sud où il a fait partie du trio de hip-hop Longevity Crew. En 1997, il commence sa carrière de producteur, avec des influences telles que Michael Jackson, A Tribe Called Quest, Bjork, Stevie Wonder et Quincy Jones. En 2008, il déménage en Corée du Sud où il est présenté à Yang Hyun-suk Suk grâce à son ami et producteur Teddy Park. Cette rencontre lui a permis d'intégrer YG Entertainment. Aujourd'hui, il est l'un des producteurs et compositeurs les plus importants du label.

## Discographie
| Nom       | Détails sur l'album                              | Liste des pistes |
| --------- | ------------------------------------------------ | --- |
| Diligence | - Date de sortie: 22 août 2007 - Langue: anglais | 1. People Music (Intro) 2. Conversate (Feat. Kero One & El Gambina) 3. Wings (Feat. Braille) 4. Tomorrow (Feat. Othello) 5. Love Vs. Vanity (Interlude) 6. Search 7. Balance 8. Piece (Feat. Blu) 9. Rhythm (Interlude) 10. Take your Time (Feat. Aloe Blacc) 11. Back To Cuba (Feat. The Earl & Lauren Santiago) 12. Hope (Feat. Lauren Santiago) 13. Part Of Me (Feat. Jung) 14. Conversate (feat. Kero One & El Gambina) (remix de Freddie Joachim) 15. Wonder (Outro) |

## Production
| Chanson                           | Artiste(s)                                          | Auteur(s)                                                                | Producteur(s)                                        | Album                                     | Année |
| --------------------------------- | --------------------------------------------------- | ------------------------------------------------------------------------ | ---------------------------------------------------- | ----------------------------------------- | ----- |
| "A Boy"                           | G-Dragon                                            | G-Dragon                                                                 | G-Dragon, Choice37                                   | Heartbreaker                              | 2009  |
| "Butterfly"                       | G-Dragon                                            | G-Dragon                                                                 | G-Dragon, Choice37                                   | Heartbreaker                              | 2009  |
| "Solar (Intro)"                   | Taeyang                                             | Choice37                                                                 | Choice37, Taeyang                                    | Solar                                     | 2010  |
| "After You Fall Asleep"           | Taeyang (featuring Swings)                          | G-Dragon, Swings                                                         | G-Dragon, Choice37                                   | Solar                                     | 2010  |
| "Love is Ouch"                    | 2NE1                                                | Masta Wu                                                                 | Choice37, Big Tone                                   | To Anyone                                 | 2010  |
| "Of All Days"                     | T.O.P                                               | T.O.P                                                                    | T.O.P, Choice37                                      | GD & TOP                                  | 2010  |
| "Intro (Thank You & You)"         | Bigbang                                             | G-Dragon                                                                 | G-Dragon, Choice37                                   | Tonight (EP)                              | 2011  |
| "Magic"                           | Seungri                                             | Seungri                                                                  | Seungri, Choice37                                    | V.V.I.P                                   | 2011  |
| "Bad Boy"                         | Bigbang                                             | G-Dragon                                                                 | G-Dragon, Choice37                                   | Alive                                     | 2012  |
| "One of a Kind"                   | G-Dragon                                            | G-Dragon                                                                 | G-Dragon, Choice37                                   | One of a Kind                             | 2012  |
| "Today"                           | G-Dragon (featuring Kim Jong Wan)                   | G-Dragon                                                                 | G-Dragon, Choice37                                   | One of a Kind                             | 2012  |
| "Don't Hate Me"                   | Epik High                                           | Tablo, Mithra                                                            | Tablo, Choice37                                      | 99                                        | 2012  |
| "Get Out The Way"                 | Epik High                                           | Tablo, Mithra                                                            | Tablo, Choice37                                      | 99                                        | 2012  |
| "1, 2, 3, 4"                      | Lee Hi                                              | Masta Wu                                                                 | Choice37, Lydia Paek                                 | First Love                                | 2012  |
| "Special"                         | Lee Hi (featuring Jennie Kim)                       | Tablo                                                                    | Choice37, Lydia Paek                                 | First Love                                | 2013  |
| "Falling in Love"                 | 2NE1                                                | Teddy, Choice37                                                          | Teddy, Choice37                                      | Crush                                     | 2013  |
| "R.O.D."                          | G-Dragon (featuring Lydia Paek)                     | Teddy, G-Dragon, Choice37                                                | Teddy                                                | Coup d'Etat                               | 2013  |
| "Shake the World"                 | G-Dragon                                            | G-Dragon                                                                 | G-Dragon, Choice37                                   | Coup d'Etat                               | 2013  |
| "You Do (Outro)"                  | G-Dragon                                            | G-Dragon                                                                 | G-Dragon, Choice37                                   | Coup d'Etat                               | 2013  |
| "Window"                          | G-Dragon                                            | G-Dragon, Teddy                                                          | G-Dragon, Choice37, Teddy                            | Coup d'Etat                               | 2013  |
| "Climax (Team B)"                 | WIN                                                 | B.I, Bobby, Kim Jin Hwan, Goo Ju Ne                                      | Lydia Paek, B.I, Choice37                            | Final Battle                              | 2013  |
| "Doom Dada"                       | T.O.P                                               | T.O.P                                                                    | T.O.P, Choice37                                      | Doom Dada                                 | 2013  |
| "Trying To Do It"                 | Jeong Hyeong-don & G-Dragon (Hyung Yong Don Jyeong) | G-Dragon, Jeong Hyeong-don                                               | G-Dragon, Teddy, Choice37                            | Free Highway Music Festival               | 2013  |
| "Crush"                           | 2NE1                                                | CL                                                                       | Choice37, CL                                         | Crush                                     | 2014  |
| "Good To You"                     | 2NE1                                                | Teddy, G-Dragon                                                          | Teddy, Choice37                                      | Crush                                     | 2014  |
| "Baby I Miss You"                 | 2NE1                                                | CL                                                                       | CL, Choice37, Peejay                                 | Crush                                     | 2014  |
| "Dirty Vibe"                      | Skrillex & Diplo feat. G-Dragon & CL                | Sonny Moore, Thomas Wesley Pentz, G-Dragon, Ted Hong Jun Park, Robin Cho | Skrillex, Diplo                                      | Recess                                    | 2014  |
| "Intro (Rise)"                    | Taeyang                                             | Taeyang, Tablo, Choice37                                                 | Taeyang, Peejay                                      | RISE                                      | 2014  |
| "1AM"                             | Taeyang                                             | Teddy                                                                    | Teddy, Choice37, Boys Noize                          | RISE                                      | 2014  |
| "I'm Him"                         | Mino de WINNER                                      | Song Min-ho                                                              | Choice37, Song Min-ho, Teddy                         | 2014 S/S                                  | 2014  |
| "OLL ' Ready"                     | Olltii                                              | Olltii                                                                   | Masta Wu, Choice37                                   | Show Me the Money 3 Olltii vs. Yuk Ji Dam | 2014  |
| "OL LE RI"                        | Yuk Ji Dam                                          | Yuk Ji Dam                                                               | Masta Wu, Choice37                                   | Show Me the Money 3 Olltii vs. Yuk Ji Dam | 2014  |
| "BE I"                            | B.I                                                 | B.I                                                                      | B.I, Choice37                                        | Show Me The Money 3 Part. 1               | 2014  |
| "That XX (feat. Zico de Block B)" | Olltii                                              | Olltii, Zico (Block B), G-Dragon, Teddy                                  | G-Dragon, Teddy, Seo Won Jin, Choice37, Masta Wu     | Show Me The Money 3 Bobby vs. Olltii      | 2014  |
| "Happen Ending"                   | Epik High (featuring Cho Won-sun de Roller Coaster) | Tablo                                                                    | Tablo, Choice37                                      | Shoebox                                   | 2014  |
| "Come Here" (feat. Dok2, Bobby)   | Masta Wu                                            | Masta Wu, Dok2, Bobby                                                    | Masta Wu, Teddy, Choice37                            | Come Here                                 | 2014  |
| "Sober"                           | Bigbang                                             | Teddy, G-Dragon, T.O.P                                                   | Teddy, Choice37, G-Dragon                            | D                                         | 2015  |
| "OG (Be Original)"                | Innovator, Incredivle, SuperBee                     | Innovator, Incredivle, SuperBee                                          | Choice37                                             | Show Me The Money 4 Ep. 1                 | 2015  |
| "My Type"                         | iKON                                                | B.I, Bobby, Kush                                                         | Choice 37, Kush, B.I                                 | Welcome Back                              | 2015  |
| "Really"                          | Blackpink                                           | Teddy, Danny Chung                                                       | Choice 37                                            | Square Up                                 | 2018  |
| "Hello"                           | Treasure                                            | Choice37, Hae, LP, Sonny, Lil G, Dee.P, Choi Hyun Suk, Yoshi, Haruto     | Choice 37, Hae, LP, Dee.P, Sonny                     | The Second step : Chapter Two             | 2022  |
| "Run"                             | Treasure                                            | Lil G, Sonny, Choice 37, LP, Hae, Choi Hyun Suk, Yoshi, Haruto           | Choice 37, LP, Hae                                   | Reboot                                    | 2023  |
| "Shesh"                           | Babymonster                                         | Choice 37, Sonny, Lil G, LP, Choi Hyun Suk, Sandra Wikstrom              | LP, Choice 37, YG, Dee.P                             | Babymons7er                               | 2024  |
| "Like That"                       | Babymonster                                         | Charlie Puth, Jacob Kasher Hindlin, Jared Lee, Choice 37                 | Charlie Puth, Count Baldor                           | Babymons7er                               | 2024  |
| "Dream"                           | Babymonster                                         | Jared Lee, Choice 37, Dan Whittemore, SONNY, LIL G                       | Jared Lee, Choice 37, Hae, LP, Dan Whittemore, Sonny | Babymons7er                               | 2024  |
| "Stuck In The Middle" Remix Vers  | Babymonster                                         | Jared Lee, Dan Whittemore                                                | DEE.P, Jared Lee, Dan Whittemore, LP, Choice         | Babymons7er                               | 2024  |

## Récompenses
| Année | Récompense                             | Nomination | Résultat |
| ----- | -------------------------------------- | ---------- | -------- |
| 2013  | Rhythmer Award 'Producteur de l'année' | Lui-même   | Lauréat  |